# Jean Visandon
Jean Visandon ou de Visandon (mort avant 1599)  est un ecclésiastique qui fut évêque de Tulle de 1594 à sa mort.

## Biographie
Jean Visandon est docteur en droit canon. Il est nommé évêque de Tulle le 18 octobre 1594 après la démission de son prédécesseur Antoine de La Tour par le roi Henri IV. Il prend possession le 3 octobre 1595. Il n'est jamais confirmé ni consacré. Comme son prédécesseur, il n'est qu'un « confidentiaire » de la famille Ricard de Genouillac destiné à occuper l'évêché dans l'attente qu'un de ses membres soit en âge d'être pourvu du siège épiscopal. L'évêché reste vacant jusqu'en 1599 à l'accession de Louis de Gourdon de Genouillac.